# Miguel Méndez
Miguel Méndez Martínez (Vigo, 2 marzo 1967) è un allenatore di pallacanestro spagnolo.

## Palmarès
- Campionato italiano: 3

Schio: 2013-14, 2014-15, 2015-16
- Ženščiny Prem'yer-liga: 4

UMMC Ekaterinburg: 2017-18, 2018-19, 2019-20, 2020-21
- Coppa della Regina: 1

Rivas Ecópolis: 2013
- Coppa Italia: 2

Schio: 2014, 2015
- Supercoppa italiana: 4

Schio: 2013, 2014, 2015, 2016
- EuroLeague Women: 3

UMMC Ekaterinburg: 2017-18, 2018-19, 2020-21
- SuperCup Women: 2

UMMC Ekaterinburg: 2018, 2019